# Линденберг (Пфальц)
Линденберг (нем. Lindenberg) — община в Германии, в земле Рейнланд-Пфальц.
Входит в состав района Бад-Дюркхайм. Подчиняется управлению Ламбрехт (Пфальц). Население составляет 1103 человека (на 31 декабря 2010 года). Занимает площадь 3,79 км².